# NGC 121
NGC 121 (ook wel ESO 50-SC12) is een bolvormige sterrenhoop in de Kleine Magelhaense Wolk in het sterrenbeeld Toekan.
NGC 121 werd op 20 september 1835 ontdekt door de Britse astronoom John Herschel.